# РДС-27
РДС-27 — советская одностадийная ядерная бомба с термоядерным усилением типа «Слойка» (в США конструкцию называли «(англ. Alarm Clock)»), разработанная в середине 1950-х годов КБ-11 для стратегических бомбардировщиков Ту-16. Бомба разрабатывалась одновременно с РДС-37 под руководством А. Д. Сахарова, Ю. А. Романова и под общим руководством Ю. Б. Харитона., как запасной вариант на случай неудачи с разработкой РДС-37. В экспериментальной одностадийной ядерной бомбе с термоядерным усилением РДС-6с имелись ряд существенных недостатков, которые препятствовали её практическому использованию в качестве оружия. Основным из них, было использование большого количества дефицитного, очень дорогого, и трудно нарабатываемого трития, который использовался для получения дейтерида-тритида лития-6 для РДС-6с. К тому-же тритий имел короткий период полураспада, что делало РДС-6с непригодной к использованию через 6 месяцев после изготовления.  По сути РДС-27 — это упрощенный вариант бомбы РДС-6с, окружённая слоями не дейтерида-тритида-лития-6, а только стабильного дейтерида лития-6; то есть её конструкция такая же как у РДС-6с, но без добавления трития. 

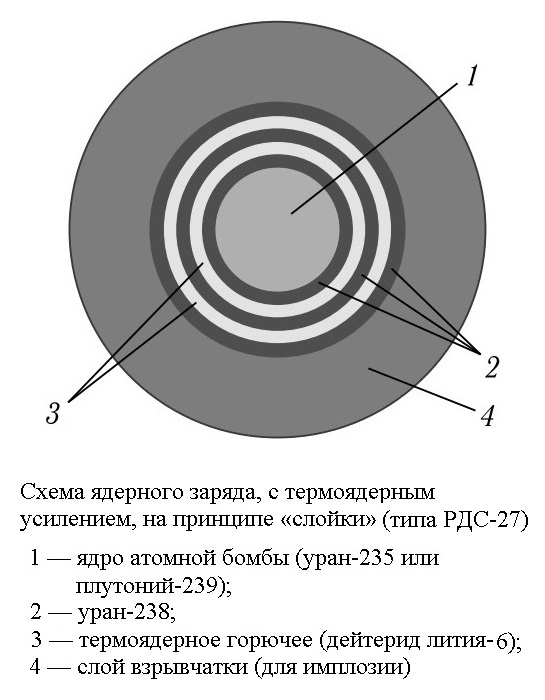
Схема РДС-27

Из-за того, что в ней не использовался тритий, номинальная мощность бомбы уменьшилась, и составила около 220-250 кт, из которых 90% было получено за счет деления. Бомба была испытана 6 ноября 1955 г. и её мощность взрыва около 220-250 кт. Её тротиловый эквивалент взрыва оказался ниже расчетов КБ-11 (275-400 тысяч тонн). Энерговыделение оказалось в 1,6 раза меньше энерговыделения РДС-6с, но существенно превосходило энерговыделение традиционных ядерных зарядов. Изделие РДС-27 имело заряд из урана-235 и дейтерида лития-6. Инициировать её предполагалось нейтронным запалом обычного типа (НЗ) и внешним импульсным нейтронным источником (ИНИ). Испытанная бомба была инициирована нейтронным запалом обычного типа (НЗ). При инициировании внешним импульсным нейтронным источником (ИНИ), расчетная мощность могла быть увеличена до 300 кт, за счет более оптимального времени инициирования. По своим конструкционным качествам, в отличие от РДС-6с, это было реальное оружие, его испытание производилось в составе авиабомбы, сброшенной с самолета, и его можно было принимать на вооружение.

## Испытание
Испытание РДС-27 проводили на Семипалатинском полигоне на площадке П-3 опытного поля, 6 ноября 1955 года путём сбрасывания её с Ту16. Ожидаемое энерговыделение должно было быть таким же как у РДС-6с (около 400 кт). Так как никогда ранее с самолёта не сбрасывалась бомба такой мощности, по настоянию И. В. Курчатова были проведены тщательные работы по изучению поражающих факторов воздушного взрыва на самолёт-носитель по примерам предыдущих испытаний. После подтверждения безопасности самолёта носителя Ту-16 во время испытаний, все необходимые заключения были подписаны лично Ю. Б. Харитоном, Е. А. Негиным и другими учёными. Для защиты населения окрестных районов полигона от радиационного воздействия, подрыв бомбы должен был осуществляться на высоте 1000 м. Бомба сбрасывалась с высоты 12000 м, взрыв был произведён в 10 часов 40 минут по местному времени, энерговыделение составило около 250 кт. Командиром Ту-16 был В. Ф. Мартыненко. Первоначально испытание было намечено на 5 ноября, но из за неблагоприятных погодных условий было перенесено на следующий день (6 ноября). Тем не менее 6 ноября стояла облачная и туманная погода.
Через 20 минут после взрыва была произведена радиационная разведка путём взятия проб по следу облака. В радиусе 170 км от эпицентра радиоактивного заражения местности не было выявлено. В 15 часов 20 минут радиационная разведка была прекращена.
По данным военных никаких повреждений зданий за пределами полигона или получения травм у населения установлено не было, за исключением повреждения остекления в некоторых окрестных посёлках.